# Championnat de Malaisie de football 2022
Navigation
Saison 2021 Saison 2023
La saison 2022 du Championnat de Malaisie de football est la quarante-et-unième édition de la première division en Malaisie. Les douze meilleurs clubs du pays sont regroupés au sein d'une poule unique où ils s'affrontent deux fois, à domicile et à l'extérieur. En fin de saison, les deux derniers du classement final sont relégués et remplacés par les deux meilleurs clubs de deuxième division.
Johor Darul Ta'zim FC, le tenant du titre, remporte son neuvième titre de champion d'affilée, le club réalise également le doublé coupe-championnat.

## Clubs participants
- Johor Darul Ta'zim FC
- Sabah FA
- Sri Pahang FC
- Terengganu FA
- Kedah FA
- Melaka United
- Selangor FA
- Petaling Jaya City FC
- Penang FA
- Kuala Lumpur City FC
- Negeri Sembilan FA- Club promu de D2
- Sarawak United - Club promu de D2

## Compétition
Le barème de points servant à établir le classement se décompose ainsi :
- Victoire : 3 points
- Match nul : 1 point
- Défaite : 0 point

### Classement
| Rang | Équipe                    | Pts | J  | G  | N | P  | Bp | Bc | Diff |
| ---- | ------------------------- | --- | -- | -- | - | -- | -- | -- | ---- |
| 1    | Johor Darul Ta'zim FC T C | 56  | 22 | 17 | 5 | 0  | 61 | 12 | +49  |
| 2    | Terengganu FA             | 44  | 22 | 14 | 2 | 6  | 39 | 20 | +19  |
| 3    | Sabah FA                  | 42  | 22 | 13 | 3 | 6  | 36 | 26 | +10  |
| 4    | Negeri Sembilan FA P      | 41  | 22 | 12 | 5 | 5  | 33 | 26 | +7   |
| 5    | Selangor FA               | 30  | 22 | 8  | 6 | 8  | 39 | 33 | +6   |
| 6    | Kuala Lumpur City FC      | 29  | 22 | 8  | 5 | 9  | 30 | 31 | -1   |
| 7    | Sri Pahang FC             | 28  | 22 | 8  | 4 | 10 | 33 | 31 | +2   |
| 8    | Kedah FA                  | 27  | 22 | 8  | 3 | 11 | 32 | 41 | -9   |
| 9    | Petaling Jaya City FC     | 26  | 22 | 6  | 8 | 8  | 22 | 30 | -8   |
| 10   | Melaka United             | 18  | 22 | 4  | 6 | 12 | 22 | 43 | -21  |
| 11   | Sarawak United P          | 17  | 22 | 5  | 2 | 15 | 19 | 50 | -31  |
| 12   | Penang FA                 | 11  | 22 | 2  | 5 | 15 | 22 | 45 | -23  |

|  | Qualification pour la Ligue des champions 2023-2024                                           |
|  | Qualification pour la Coupe de l'AFC 2023-2024                                                |
|  | Relégation en Premier League                                                                  |
|  | T : Tenant du titre C : Vainqueur de la Coupe de la Fédération P : Club promu en Super League |

- Melaka United et Sarawak United sont relégués pour raisons financières, la décision finale sera prise avant fin octobre[2].

## Bilan de la saison
| Championnat de Malaisie de football 2022 |                                  |
| Champion                                 | Johor Darul Ta'zim FC (9e titre) |
| Coupes et trophées                       |                                  |
| Vainqueur de la Coupe de la Fédération   | Johor Darul Ta'zim FC            |
| Qualifications continentales             |                                  |
| Ligue des champions de l'AFC 2023-2024   | Johor Darul Ta'zim FC            |
| Coupe de l'AFC 2023-2024                 | Terengganu FA                    |
| Promotions et relégations                |                                  |
| Promus en Super League                   | Kelantan FC                      |
| Promus en Super League                   | Kuching City FC                  |
| Relégués en Premier League               | Melaka United                    |
| Relégués en Premier League               | Sarawak United                   |